# Anodontiglanis dahli
Anodontiglanis dahli är en fiskart som beskrevs av Hialmar Rendahl 1922. Anodontiglanis dahli ingår i släktet Anodontiglanis och familjen Plotosidae. Inga underarter finns listade i Catalogue of Life.